# Centro di Studi sulla Fortuna dell’Antico
Das Centro di Studi sulla Fortuna dell'Antico in Sestri Levante, Metropolitanstadt Genua, Italien, ist eine von dem italienischen Latinisten Emanuele Narducci im Jahr 2004 begründete wissenschaftliche Tagungsreihe zur Wirkungs- und Rezeptionsgeschichte der klassischen Antike. Seit dem frühen Tod des Begründers im Jahr 2007 heißt es vollständig Centro di Studi sulla Fortuna dell’Antico "Emanuele Narducci" di Sestri Levante. Die Tagungsreihe wird von Sergio Audano fortgeführt. Die Ergebnisse der alljährlichen Tagungen werden in Tagungsakten veröffentlicht. Die Beiträge werden hauptsächlich von italienischen Gelehrten bestritten. Seinen Sitz hat das Centro in dem Kongresszentrum Fondazione "MediaTerraneo" in Sestri Levante.

## Veröffentlichungen von Tagungsakten
- Sergio Audano, Giovanni Cipriani (Hrsg.): Aspetti della fortuna dell'antico nella cultura europea. Atti dell’Undicesima Giornata di Studi – Sestri Levante, 14 marzo 2014. Echo, 17. Edizioni il Castello, Foggia 2015.  - Rez. von: Mauro Giuffrè, in Bryn Mawr Classical Review 2016-02-26
- Sergio Audano, Giovanni Cipriani (Hrsg.): Aspetti della Fortuna dell'Antico nella Cultura Europea. Atti della Decima Giornata di Studi, Sestri Levante, 15 marzo 2013. Echo, 13. Edizioni il Castello, Foggia 2014.
- Sergio Audano, Giovanni Capriani (Hrsg.): Aspetti della fortuna dell'antico nella cultura europea. Atti della Nona Giornata di Studi – Sestri Levante, 16 marzo 2012. Edizioni Il Castello, Foggia 2012.
- Sergio Audano, Giovanni Cipriani (Hrsg.): Aspetti della Fortuna dell’Antico nella Cultura Europea. Atti dell’Ottava Giornata di Studi Sestri Levante, 18 marzo 2011. Edizioni Il Castello, Foggia 2012.
- Sergio Audano, Giovanni Cipriani (Hrsg.): Aspetti della Fortuna dell'Antico nella Cultura Europea: atti della settima giornata di studi, Sestri Levante, 19 marzo 2010. Echo, 1. Edizioni il Castello, Foggia 2011. – Rez. von: Beatrice Larosa, in: Bryn Mawr Classical Review 2011.10.09
- Sergio Audano (Hrsg.): Aspetti della Fortuna dell'Antico nella Cultura Europea: atti della quinta giornata di studi, Sestri Levante, 7 marzo 2008. Testi e studi di cultura classica 45. Edizioni ETS, Pisa 2009. – Rez. von Beatrice Larosa, in: Bryn Mawr Classical Review 2010.08.32
- Sergio Audano (Hrsg.): Aspetti della Fortuna dell’Antico nella Cultura Europea. Atti della quarta giornata di studi Sestri Levante, 7 marzo 2008. Edizioni ETS, Pisa Inhaltsverzeichnis (PDF)
- Emanuele Narducci, Sergio Audano, Luca Fezzi (Hrsg.): Aspetti della fortuna dell'antico nella cultura europea. Atti della terza Giornata di studi, Sestri Levante, 24 marzo 2006. Edizioni ETS, Pisa.
- Emanuele Narducci, Marco Fucecchi, Sergio Audano, Luca Fezzi (Hrsg.): Aspetti della fortuna dell'antico nella cultura Europea. Atti della seconda giornata di studi, Sestri Levante, 11-12 marzo 2005.
- Emanuele Narducci, Sergio Audano, Luca Fezzi (Hrsg.): Aspetti della fortuna dell'antico nella cultura europea. Atti della prima giornata di studi (Sestri Levante, 26 marzo 2004). (Testi e studi di cultura classica).